# 巴巴苏兰迪亚
巴巴苏兰迪亚是巴西托坎廷斯州的一个市镇。总面积1788.442平方公里，总人口10372人，人口密度5.8人/平方公里。